# Фонтени
Фонтени́ (фр. Fonteny) — коммуна во французском департаменте Мозель региона Лотарингия. Относится к  кантону Дельм.	

## География
Фонтени	расположен в 34 км к юго-востоку от Меца. Соседние коммуны: Орон на севере, Бреэн и Шато-Бреэн на северо-востоке, Вакси и Жербекур на юго-востоке, Ланёввиль-ан-Сольнуа и Орьокур на юго-западе, Донжё и Дельм на западе, Тенкри, Превокур и Вивье на северо-западе.

## История
- Деревня бывшего бароната де Вивье.

## Демография
По переписи 2008 года в коммуне проживало 120 человек.	

## Достопримечательности
- Следы галлороманской культуры.
- Церковь Сен-Ламбер, 1823 года.